# Olympia (album, Austra)
Olympia je druhé studiové album kanadské elektronické skupiny s názvem Austra, které vyšlo 18. června 2013. V Kanadě a v USA vyšlo prostřednictvím Paper Bag Records, o den později ve zbytku světa pod známkou Domino. Z alba Olympia vyšly zatím dva singly, "Home" a "Painful Like". V recenzi magazínu NPR je napsáno, že album má mnohem "pompéznější atmosféru" než jeho předchůdce a obdivuje zpěvačku Katie Stelmanis jako "klasicky trénovaná... masivní hlas".

## Pozadí a vývoj
V interview pro Stereogum Katie Stelmanis, zpěvačka skupiny, prozradila, že album Olympia začala psát ještě na turné k předešlému albu, Feel It Break. Poznamenává, že skládání Olympie jí zabralo necelý rok, samotné nahrávání ve studiu v Michiganu trvalo 4-5 týdnů. Vokály byly nahrané v Montrealu s Damianem Taylorem a posléze byly zaslány Tomovi Elmhirstovi, který je namixoval. Stelmanis v rozhovoru pro Interview magazine řekla, že album dostalo název na počest novorozeněte majitelů studia, ve kterém skupina natáčela, a kde Austra byla "první kapela ve studiu po narození dítěte".
Dále řekla, že tentokrát byli více zaměřeni na kvalitu zvuku, a že každá skladba na albu Olympia "byla vlastnoručně vybrána velmi promyšleným způsobem." V několika interviewích bylo řečeno, že na rozdíl od jejich debutu se na Olympii podílela celá skupina.
Stelmanis mezi inspiraci pro Olympii zazazařadila "ranou house music" například "Chicago house a Detroit" a především skladbu Marshalla Jeffersona "Move Your Body", kterou Stelmanis poslouchala ve značné míře. Byla doslova unesena faktem, že taková hudba lze vytvořit bez jakýchkoliv elektronických instrumentů, to znamená, že byla skutečně hrána (na rozdíl od tvorby hudby na počítači, kdy počítače vygenerují zvuk kompozice - což skupina využila na svém debutovém albu Feel It Break). To inspirovalo skupinu, aby instrumenty nahrála sama, díky čemuž album Olympia získalo více organickou a přirozenou atmosféru.
Mezi další inspiraci k albu Olympia zařadila Katie Stelmanis album Third britské trip hopové skupiny Portishead.

## Seznam skladeb
Všechny skladby napsal(i) Austra. 
| Pořadí         | Název                    | Délka |
| -------------- | ------------------------ | ----- |
| 1.             | What We Done?            | 5:00  |
| 2.             | Forgive Me               | 3:20  |
| 3.             | Painful Like             | 3:59  |
| 4.             | Sleep                    | 4:32  |
| 5.             | Home                     | 4:15  |
| 6.             | Fire                     | 4:42  |
| 7.             | I Don't Care (I'm a Man) | 1:11  |
| 8.             | We Become                | 4:22  |
| 9.             | Reconcile                | 3:31  |
| 10.            | Annie (Oh Muse, You)     | 3:47  |
| 11.            | You Changed My Life      | 3:11  |
| 12.            | Hurt Me Now              | 3:54  |
| Celková délka: | Celková délka:           | 45:44 |

| iTunes Store bonusová skladba | iTunes Store bonusová skladba | iTunes Store bonusová skladba |
| Pořadí                        | Název                         | Délka                         |
| ----------------------------- | ----------------------------- | ----------------------------- |
| 13.                           | Mayan Drums (s Gina X)        | 3:41                          |
| Celková délka:                | Celková délka:                | 49:25                         |

## Obsazení
Austra
- Austra – produkce
- Katie Stelmanis – klavír, programming, zobcová flétna, syntezátor, zpěv
- Maya Postepski – bicí, klávesy , marimba, varhany, perkuse, programming
- Dorian Wolf – basová kytara, syntezátor

Dodatečné obsazení
- Ben Baptie – mix engineering
- Guy Davie – mastering
- Tom Elmhirst – mixing
- Mike Haliechuk – dodatečná produkce
- Alia Hamdon-O'Brien – flétna
- Ewan Kay – pozoun
- Romy Lightman – doprovodný zpěv
- Sari Lightman – doprovodný zpěv
- Bill Skibbe – engineering
- Leon Taheny – engineering (skladba "Forgive Me"); dodatečný engineering (na všech skladbách)
- Damian Taylor – vokál engineering, vokál produkce
- Joe Visciano – mixing asistent
- Anna-Sophia Vukovich – housle
- Norman Wong – fotografie
- Ryan Wonsiak – klávesy, saxofon

## Hitparády
| Hitparáda (2013)                | Nejvyšší pozice |
| ------------------------------- | --------------- |
| Austrian Albums Chart           | 42              |
| Belgian Albums Chart (Flanders) | 167             |
| German Albums Chart             | 73              |
| Irish Independent Albums Chart  | 20              |
| Swiss Albums Chart              | 93              |
| UK Albums Chart                 | 183             |
| UK Indie Albums Chart           | 37              |
| US Dance/Electronic Albums      | 14              |
| US Heatseekers Albums           | 9               |